# Ernst Toepfer
Ernst Toepfer (* 4. Juni 1877 in Wiesbaden; † 6. August 1955 in Idstein) war ein deutscher impressionistischer Maler.

## Leben
Von 1893 bis 1895 besuchte Toepfer die Zeichen-, Mal- und Kunstgewerbeschule, eine private Kunstschule geführt von H. Bouffier, wo er unter anderem für seine Leistungen belobigt wurde („recht gutes Auffassungsvermögen und recht gutes Können, gepaart mit großem Fleiße“). Danach studierte er bis Mitte 1898 an der Großherzoglichen Akademie der bildenden Künste in Karlsruhe, welche von Leopold Graf von Kalckreuth geführt wurde. 1898, wechselte Toepfer für zehn Jahre an die Königlich-Akademische Hochschule der bildenden Künste in Charlottenburg, wo er 1908 seinen Abschluss machte und ein eigenes Studio eröffnete. 
Toepfer heiratete Maria Theresia Klaus, die er bei einem Ausflug in Brandenburg kennengelernt hatte, in Berlin in 1909. Das Ehepaar zog 1910 nach Idstein um, in den Idsteiner Höerhof.
Nach seinem Dienst als Soldat im Ersten Weltkrieg, kam Toepfer nach Idstein zurück und widmete sich wieder dem Malen. Kern seiner Arbeiten waren Abbildungen seiner Heimat. Seine realistischen impressionistischen Bilder waren von Lovis Corinth, Wilhelm Leibl, Carl Schuch und Karl Blechen beeinflusst.
Er starb in Idstein am 6. August 1955.

## Nachruhm
Nach Ernst Toepfer wurde eine Straße in Idstein benannt. Seit 2015 befindet sich im Stadtmuseum Idstein, im Killingerhaus, eine kleine Dauerausstellung mit Werken des Malers wo in wechselnder Aufhängung unter dem Motto Toepfer – Auf Augenhöhe an zwei Wänden an ihn erinnert wird.